# كاستيلبلانكو
بلدية كاستيلبلانكو (بالإسبانية: Castilblanco)‏, هي إحدى بلديات مقاطعة بطليوس, التي تقع في منطقة إكستريمادورا, والتي تقع في غرب إسبانيا.
يبلغ عدد سكانها 1.293 نسمة وفقاً لإحصائية سنة (2002).